# Erannis trilinearia
Erannis trilinearia är en fjärilsart som beskrevs av Sibille 1905. Erannis trilinearia ingår i släktet Erannis och familjen mätare. Inga underarter finns listade i Catalogue of Life.